# Rochers de la Pointe Pescade
Les rochers de la Pointe Pescade sont des îles de la mer Méditerranée à Raïs Hamidou en Algérie.

## Description
Les îlots rocheux sans nom se trouvent de part et d'autre de la Pointe Pescade dont le nom vient de l'espagnol pescado (poisson) à environ 14 km au nord-ouest du centre-ville d'Alger.